# Njitack Ngompe Péle
Sa Majesté Njitack Ngompe Péle, né le 5 octobre 1965 à Bafoussam, est le roi du peuple Fussep ou chef des Bafoussam. Intronisé à la mort de son père  en 1987, il est le 97e représentant de la dynastie Djen-Vuom régnant depuis plus de 800 ans.

## Biographie

### Enfance, éducation et débuts
Njitack Ngompe Péle est arrivé sur le trône des Bafoussam le 10 décembre 1988 au décès de son père Elie Ngompé Tchountchoua survenu le 2 décembre 1988 après 30 ans de règne.

### Fonctions
Il est chef de 2e degré, hiérarchie de chef traditionnel au Cameroun, reconnue par le ministère de l'Administration territoriale. 
Il assume le rôle de gardien de la collection des objets cultuels et culturels du royaume. 
Il reçoit en audience et ennoblit.
Il promeut le rassemblement des sujets du royaume.

## Ouvrage
Sa majesté est l'auteur de l'ouvrage :
- Keh Ngouong Fussep : la constitution de Bafoussam, Editions Cognito, Août 2008.